# جورج نوغينت
جورج نوغينت (بالإنجليزية: George Nugent)‏ هو لاعب كرة قدم بريطاني، ولد في 4 ديسمبر 2001 في بيركنهيد ‏ في المملكة المتحدة.